# Титан-2 (концерн)
«ТИТАН-2» — российский строительный холдинг, сооружающий объекты атомной и тепловой энергетики, нефтегазовой и химической промышленности.
Штаб-квартира расположена в городе Сосновый Бор Ленинградской области.

## История
Образован 28 марта 1995 года в результате слияния двух монтажно-строительных управлений Минсредмаша — «МСУ-90» и «МСУ-32», принимавших участие в сооружении первых энергоблоков Ленинградской АЭС.

## Руководство
Председатель совета директоров ОАО «ТИТАН-2» и генеральный директор АО "КОНЦЕРН ТИТАН-2" — Григорий Михайлович Нагинский. Первый заместитель генерального директора — Елена Григорьевна Нагинская.
В декабре 2017 года АО «Концерн Росэнергоатом» купил 50% акций концерна «Титан-2».

## Деятельность
Холдинг объединяет ведущие строительно-монтажные и инжиниринговые организации: АО «КОНЦЕРН ТИТАН-2», АО «Монтажно-строительное управление № 90», АО «Сосновоборэлектромонтаж», ПАО «Северное управление строительства».
Общая численность специалистов, занятых на предприятиях компании — около 9000 человек.
Среди крупнейших объектов строительства компании — энергоблоки Ленинградской АЭС-2 и Балтийской АЭС, ФГБУ «Петербургский институт ядерной физики им. Б. П. Константинова», Научно-исследовательский технологический институт имени А. П. Александрова,Северо-Западная ТЭЦ и Юго-Западная ТЭЦ, Киришинефтеоргсинтез, Новоуренгойский газохимический комплекс, центр кондиционирования и долговременного хранения РАО в Сайда Губе, реконструкция авиабазы ВВС России в Энгельсе, АЭС «Ханхикиви-1» (субподряд).
Консолидированная выручка компании за 2015 год составила 32, 273 млрд руб., за 2016 — 38,754 млрд руб.
В 2016 году компания вошла в ТОП-50 быстрорастущих компаний России по версии РБК.
В 2021 году вошла в рейтинг журнала Forbes «200 крупнейших частных компаний России», где заняла 188 место с выручкой 53,1 млрд рублей.
В 2023 году ГК «Росатом» заключила с инжиниринговым АО "Концерн "Титан-2" контракт на строительство производственно-технического комплекса по обработке, утилизации и обезвреживанию отходов I и II классов опасности «Камбарка» в Удмуртии.